# (10026) Sophiexeon
(10026) Sophiexeon est un astéroïde de la ceinture principale de 12,220 km de diamètre découvert en 1980.

## Description
(10026) Sophiexeon a été découvert le 3 septembre 1980 à l'observatoire Kleť, en République tchèque, en Bohême-du-Sud, par Antonín Mrkos.
Il est nommé d'après Sophie Xeon (1986-2021) en 2021, à la suite d'une pétition lancée peu après la mort de cette dernière et ayant réuni 95 000 signatures. L'Union astronomique internationale indique : « Sophie Xeon, connue sous le nom de Sophie, était une chanteuse, compositrice et productrice écossaise très influente. Elle était connue comme une musicienne électronique. »

### Caractéristiques orbitales
L'orbite de cet astéroïde est caractérisée par un demi-grand axe de 2,57 ua, un périhélie de 2,13 ua, une excentricité de 0,17 et une inclinaison de 8,74° par rapport à l'écliptique. Du fait de ces caractéristiques, à savoir un demi-grand axe compris entre 2 et 3,2 ua et un périhélie supérieur à 1,666 ua, il est classé, selon la JPL Small-Body Database, comme objet de la ceinture principale.

### Caractéristiques physiques
(10026) Sophiexeon a une magnitude absolue (H) de 13,8 et un albédo estimé à 0,039, ce qui permet de calculer un diamètre de 12,220 km.Ces résultats ont été obtenus grâce aux observations du Wide-Field Infrared Survey Explorer (WISE), un télescope spatial américain mis en orbite en 2009 et observant l'ensemble du ciel dans l'infrarouge, et publiés en 2015 dans un article présentant les résultats concernant 7 956 astéroïdes.